# Pigneto (metropolitana di Roma)
Pigneto è una stazione della linea C della metropolitana di Roma.

## Storia

### Lavori
I cantieri furono aperti nel luglio 2007. La stazione è stata completata a gennaio 2015 e la sua apertura è avvenuta il 29 giugno 2015.
Si trova sotto via del Pigneto e fungerà da interscambio con le linee ferroviarie FL1 ed FL3 non appena sarà realizzata la stazione omonima gestita da RFI.

## Interscambi
- Stazione ferroviaria (S. Elena, percorrendo Circonvallazione Casilina e Via Casilina per circa 350 m, ferrovia Roma-Giardinetti)
- Fermata tram (Piazzale Prenestino, percorrendo Circonvallazione Casilina per circa 350 m, linee 5, 14 e 19)
- Fermata autobus linee ATAC